# Araceli Sierra
Araceli Sierra Martínez (Ledaña, 1961) es una ingeniera agrícola y empresaria española, especializada en economía social.

## Trayectoria
Hija de un agricultor, Sierra nació en un pueblo de la provincia de Cuenca. Con 13 años, continuó su formación de bachiller en Cuenca y terminó en la Universidad Politécnica de Valencia cursando ingeniería agrícola y especializándose en explotaciones agropecuarias. Compaginó sus estudios con el trabajo en la explotación familiar haciéndose a su vez socia de una cooperativa bodeguera.
En 1989, inició su actividad laboral como asesora y profesora de Escuela Taller para restauración ecológica del monte mediterráneo en la comarca Huerta Norte y el Ayuntamiento de Puzol. Al año siguiente, en 1990, se mudó a Teruel donde se incorporó como técnico de gestión en la Asamblea Provincial de Cruz Roja donde llevó a cabo la dirección del voluntario y posteriormente la dirección de la residencia de mayores.
En 1991, comenzó a trabajar como directora del departamento técnico agrícola en la cooperativa Cereales Teruel, creada con el objetivo de comercializar la producción de cereales de sus socios y facilitarles la compra de los medios necesarios para su obtención. La contribución de Sierra como subdirectora fue fundamental en el proceso de fusión y transformación en cooperativa de primer grado en 2002 que, en 2020, contaba con 70 000 m2 de almacén, 2 500 socios y 10 oficinas.
Araceli participando en diversas entidades y es parte de la junta de la Asociación para el Desarrollo Rural Integral de las Tierras del Jiloca y Gallocanta, el Consejo Rector Caja Rural Provincial de Teruel, y la Asociación Desarrollo Rural Integral Aragonés. Además, ha compartido su experiencia como ponente en cursos de cooperativismo agrario. En 2023, Sierra participó en la presentación del Plan Municipal de la Economía Social de Teruel, organizado por el Ayuntamiento de Teruel y la Asociación de Economía Social de Aragón (CEPES Aragón), cuyo objetivo es impulsar la economía social en la ciudad de Teruel durante el periodo 2023-2026.

## Reconocimientos
En 2020, Cereales Teruel recibió un accésit en los II Premios Heraldo del Campo en la categoría Cooperativas Agro-alimentarias al Impulso Cooperativo. Estos galardones, creados por el periódico Heraldo de Aragón desde 2019 y patrocinados por Caja Rural de Aragón busca reconocer la labor de diferentes organizaciones del sector agroalimentario. Al año siguiente, en 2021, Sierra recibió el premio de Economía social de Aragón, que concede la cátedra de Economía de la Universidad de Zaragoza (UNIZAR), respaldada por el departamento de Economía, Planificación y Empleo, por su contribución al desarrollo de la cooperativa Cereales Teruel.
Como parte de la labor de Sierra en la lucha por la igualdad de género en el terreno agrícola, en 2023, Cereales Teruel fue la cooperativa elegida por el Gobierno de Aragón para conmemorar el Día Internacional de las Mujeres Rurales con una jornada que llevaba por título Cooperativas agroalimentarias: mujeres y hombres trabajando en equipo por la igualdad.